# Брюстайн, Роберт
Роберт Сэнфорд Брюстайн (англ. Robert Sanford Brustein; 21 апреля 1927, Нью-Йорк, Нью-Йорк — 29 октября 2023, Кембридж, Массачусетс) — американский театральный критик, продюсер, драматург, писатель и педагог. Основатель Йельского репертуарного театра в Нью-Хейвене, штат Коннектикут и Американского репертуарного театра в Кембридже, штат Массачусетс. Брюстайн — старший научный сотрудник Гарвардского университета и выдающийся учёный, проживавший при Саффолкском университете в Бостоне. Был избран членом Американской академии искусств и литературы в 1999 году, а в 2002 году был введён в Зал славы американского театра. В 2003 году работал старшим научным сотрудником Национальной программы художественной журналистики в Колумбийском университете, а в 2004 и 2005 годах был старшим научным сотрудником Национального фонда искусств Института журналистики в театре и музыкальном театре в Университете Южной Калифорнии. В 2010 году президент Барак Обама наградил его Национальной медалью искусств.

## Жизнь и карьера
Брюстайн родился в Нью-Йорке. Получил образование в Высшей школе музыки и искусств, а также в Амхерстском колледже, где он получил степень бакалавра в 1948 году. В Колумбийском университете получил степень магистра в 1950 году и докторскую степень в 1957 году в области драматической литературы и культурной критики под руководством Лайонела Триллинга. Также получил стипендию Фулбрайта для обучения в Соединенном Королевстве с 1953 по 1955 год, где ставил пьесы в Ноттингемском университете. После преподавания в Корнельском университете, Вассар-колледже, где стал профессором драматической литературы на факультете английского языка, он стал деканом Йельской школы драмы в 1966 году и занимал эту должность до 1979 года. Именно в этот период, в 1966 году, он основал Йельский репертуарный театр.
В 1979 году Брюстайн уехал из Йельского университета в Гарвардский университет, где основал Американский репертуарный театр (ART) и стал профессором английского языка. В Гарварде он основал Институт повышения квалификации театрального искусства. Он ушёл из художественного руководства ART в 2002 году и работал на факультете института. С 2007 года являлся выдающимся учёным, проживавшим при Саффолкском университете, где преподавал курсы анализа Шекспира. В качестве художественного руководителя Йельского университета с 1966 по 1979 год и ART с 1980 по 2002 год Брюстайн руководил более 200 постановками, выступая в восьми и руководя двенадцатью.
Скончался 29 октября 2023 года.

## Награды и почести
Брюстайн был удостоен множества наград, в том числе:
- 1953. Стипендия Фулбрайта в Ноттингемском университете;
- 1962, 1987. Дважды лауреат премии Джорджа Джина Натана за драматическую критику;
- 1964. Премия Джорджа Полка в области журналистики (критика);
- 1984: 2-я премия Эллиота Нортона за профессиональное мастерство в бостонском театре, известная в то время как премия Нортона, вручена Бостонской театральной районной ассоциацией[6];
- 1985. Основная премия Театральной конференции Новой Англии за выдающиеся творческие достижения в американском театре;
- 1995. Премия Американской академии искусств и литературы за выдающиеся заслуги перед искусством;
- 1999. Избран членом Американской академии искусств и литературы;
- 2000: Премия Ассоциации театра в сфере высшего образования за карьерные достижения в области профессионального театра;
- 2001: Премия Содружества за организационное лидерство (высшая награда Массачусетса);
- 2002. Введён в Зал славы американского театра;
- 2003. Премия США за заслуги перед театральными технологиями;
- 2003: Премия председателя Национального корпоративного театрального фонда за достижения в области театра;
- 2005. Премия Академии Ганна за выдающиеся достижения в исполнительском искусстве;
- 2010. Национальная медаль США в области искусств;
- 2011: Зал славы Клуба игроков;

Кроме того, Брюстайн получил медаль Пиранделло и медаль от правительства Египта за вклад в мировой театр. Его документы хранятся в Центре архивных исследований Говарда Готлиба при Бостонском университете.